# Etheostoma pellucidum
Etheostoma pellucidum é uma espécie de peixe da família Percidae.
Pode ser encontrada nos seguintes países: Canadá e nos Estados Unidos da América.